# Tulcán

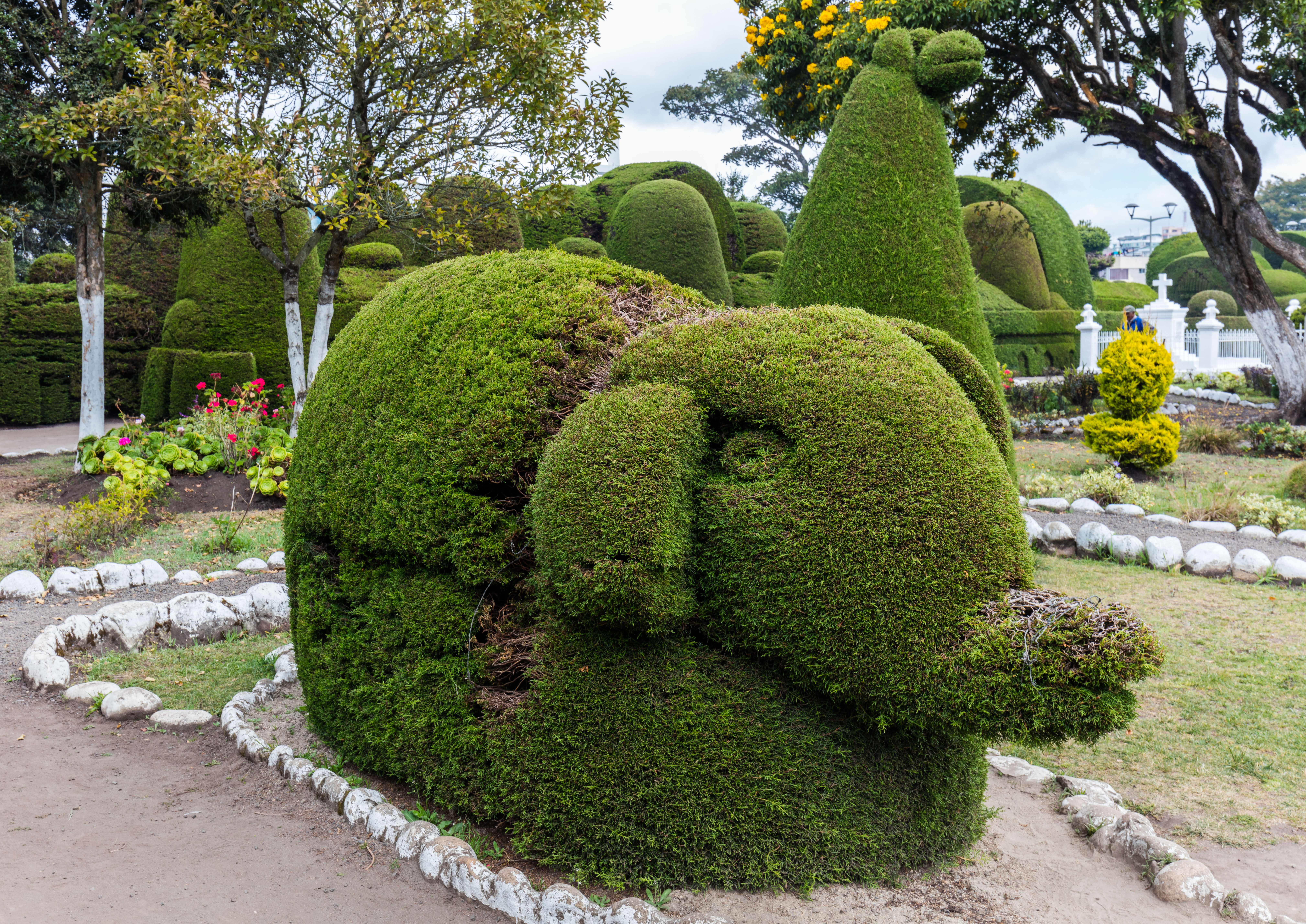
Un esempio di arte topiaria al cimitero di Tulcán

Tulcán è una città dell'Ecuador, capoluogo della provincia del Carchi è situata a circa 2.947 m s.l.m. al confine con la Colombia. È la città più settentrionale dell'Ecuador.
Sede di un importante mercato che si tiene di domenica e che attrae anche numerosi visitatori dalla vicina Colombia.
La principale attrazione turistica della città è il cimitero, gli alberi e i cespugli che fiancheggiano i viali sono il più mirabile esempio di arte topiaria del paese. Creato nel 1936 da José Franco ospita raffigurazioni di angeli, figure religiose ed immaginarie.
Le risorse economiche principali della città sono legate all'attività agricola ed alimentare, lavorazione di cereali, canna da zucchero, caffè e prodotti caseari. Di rilievo anche le attività di tintura e manifattura della lana (coperte e ponchos).
È sede di una diocesi della Chiesa cattolica. Vi transita la panamericana.